# XII Krajowy Festiwal Piosenki Polskiej w Opolu

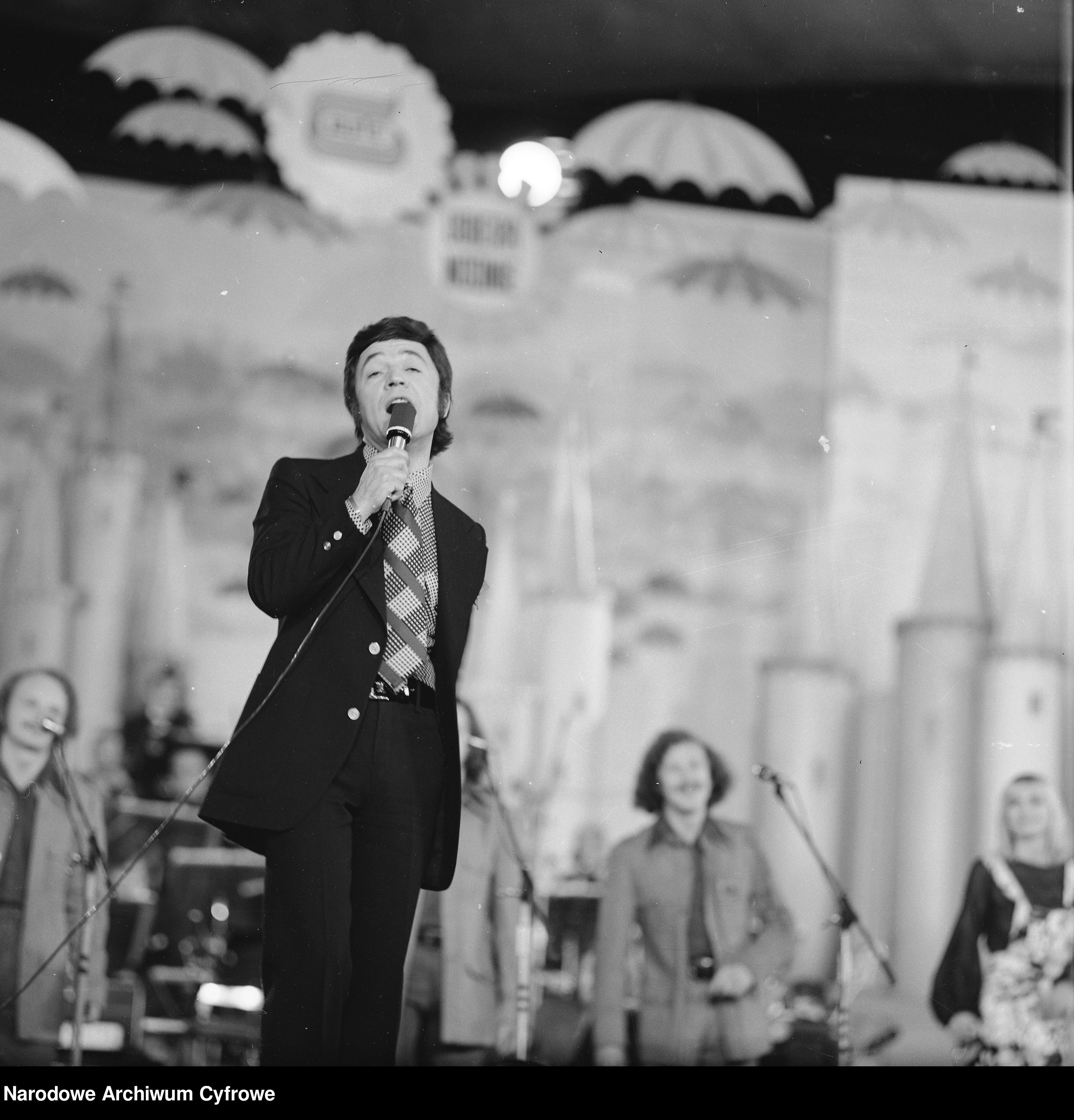
Jerzy Połomski w trakcie występu podczas XII Krajowego Festiwalu Piosenki Polskiej w Opolu (1974)

XII Krajowy Festiwal Piosenki Polskiej w Opolu – dwunasta edycja festiwalu rozpoczęła się 26 czerwca 1974. Festiwal opóźnił się ze względu na mecz piłkarski w ramach Mistrzostw Świata rozgrywany przez drużynę Polski ze Szwecją w dniu 26 czerwca 1974. Głównym dyrygentem był Czesław Majewski. Jury przewodniczył Aleksander Bardini. W czasie koncertu Premiery zaprezentowano 33 piosenki. Częściową dokumentację fonograficzną tego koncertu stanowi winylowy album wydany przez Polskie Nagrania „Muza” Opole ’74 – Premiery (SXL 1131), na którym umieszczono dziesięć piosenek.

## Koncertkoncert inauguracyjny festiwalu–przeboje XXX-leciaPRL-u– 26.06.1974, godz. 21:30
1. Pro Contra i Zespół End
  - Ile to lat
  - Jeszcze dzionek zaczekam
  - Warszawski dzień
  - Walczyk Warszawy
  - Autobus czerwony
  - Na prawo most
  - Pójdę na stare miasto
  - Warszawa ja i Ty
2. Maryla Rodowicz:
  - Jadą wozy kolorowe
  - Gdy piosenka szła do wojska
  - Małgośka
3. Andrzej Dąbrowski
  - Zielono mi
  - Z moich wad jestem rad
  - Do zakochania jeden krok
4. Framerowie
  - Po złocie po zieleni
  - Gdy masz mi coś do powiedzenia
5. Stenia Kozłowska
  - Czy to walc
  - Daj mi świat
  - Do szczęścia blisko
6. Stan Borys i Pro Contra - Jaskółka uwięziona
7. Partita – Dwa razy dwa
8. Marek Grechuta
  - Wesele
  - Żyj mój świecie
9. Dwa Plus Jeden
  - Chodź pomaluj mój świat
  - Hej dogonię lato
  - Czerwone słoneczko
10. Teresa Tutinas
  - Na całych jeziorach ty
  - Jutro Warszawa
11. Magda Umer – Koncert jesienny na dwa świerszcze i wiatr w kominie
12. Skaldowie
  - Cała jesteś w skowronkach
  - Wszystko mi mówi że mnie ktoś pokochał
  - Medytacje wiejskiego listonosza
  - Na granicy dnia
13. Zdzisława Sośnicka
  - Dom, który mam
  - Ostatnie tango naszej miłości
  - Codziennie pomyśl o mnie chociaż raz
  - Taki dzień się zdarza raz
14. Andrzej Rosiewicz i Hagaw – Samba wanna blues
15. Halina Kunicka
  - Wiatr kołysze gałązkami
  - Niech no tylko zakwitną jabłonie
  - Jeszcze nie raz
  - Orkiestry dęte
16. Jerzy Połomski
  - Daj
  - Nie zapomnisz nigdy
  - Bo z dziewczynami
  - Cała sala śpiewa z nami
  - Komu piosenkę
17. Wiktor Zatwarski
  - Srebrne wesele
  - Warszawianki
18. Czesław Niemen
  - Wspomnienie
  - Dziwny jest ten świat
19. Karin Stanek
  - Malowana lala
  - Chłopiec z gitarą
  - Jimmy Joe
20. Liliana Urbańska
  - Wiatr wiosenny gitarzysta
21. Danuta Rinn i Bogdan Czyżewski
  - Pamiętaj o mnie
  - Żeby choć raz
  - Na deptaku w Ciechocinku
22. Joanna Rawik
  - Nie z każdej mąki będzie chleb
  - Nie chodź tą ulicą
  - Po co nam to było
  - Romantyczność
23. Grupa Wokalna Polskich Nagrań – Kwiat jednej nocy
24. Katarzyna Sobczyk
  - O mnie się nie martw
  - Mały książę
  - Trzynastego
25. Urszula Sipińska
  - Zapomniałam
  - Nim zakwitnie tysiąc róż
  - To był świat w zupełnie starym stylu
26. Jan Pietrzak – Za trzydzieści parę lat
27. Czerwone Gitary
  - Droga którą idę
  - Tak bardzo się starałem
  - Płoną góry, płoną lasy
28. Kazimierz Grześkowiak – Chłop żywemu nie przepuści
29. Wojciech Młynarski – W co się bawić
30. No To Co
  - Po ten kwiat czerwony
  - Te opolskie dziouchy
31. Maria Koterbska
  - Parasolki
  - Mkną po szynach niebieskie tramwaje
  - Brzydula i rudzielec
  - Mój chłopiec piłkę kopie
32. Mieczysław Fogg
  - Pierwszy siwy włos
  - Warszawo Ty moja Warszawo
33. Rena Rolska
  - Złoty pierścionek
  - Nie oczekuję dziś nikogo
  - Fantazja warszawska
  - Za horyzontem
34. Tropicale Thaitii Granda Banda
  - Ach co to był za ślub
  - Kukułeczka
  - Cyraneczka
  - Pyk, pyk z fajeczki
35. Irena Santor
  - Tych lat nie odda nikt
  - Maleńki znak
  - Walc Embarass
  - Powrócisz tu
  - Zapamiętaj że to ja
36. Piotr Szczepanik
  - Goniąc kormorany
  - Żółte kalendarze
37. Jolanta Kubicka – Doliny w kwiatach
38. Zofia Kamińska – Kasztany
39. Wojciech Skowroński – Alabama
40. Tadeusz Woźniakowski – Piosenka z przedmieścia
41. Wawele
  - Zetempowska huta
  - O nowej to hucie piosenka
  - Budujemy nowy dom
42. Zbigniew Kurtycz
  - Jadę do Ciebie tramwajem
  - Cicha woda
43. Silna Grupa pod Wezwaniem
  - Pozdrowienia od gór
  - Piękna pani
  - Czy pamiętasz tę noc w Zakopanem
44. Barbara Dunin i Pro Contra
  - Zachodni wiatr
  - Jest taki jeden skarb
45. Elżbieta Jodłowska i Jacek Nieżychowski
  - Osiemnaście mieć lat
  - Serduszko puka w rytmie cha-cha

Solistom towarzyszyła Orkiestra PRiTV p/d Stefana Rachonia

## Koncert''To śpiewa młodość''27.06.1974

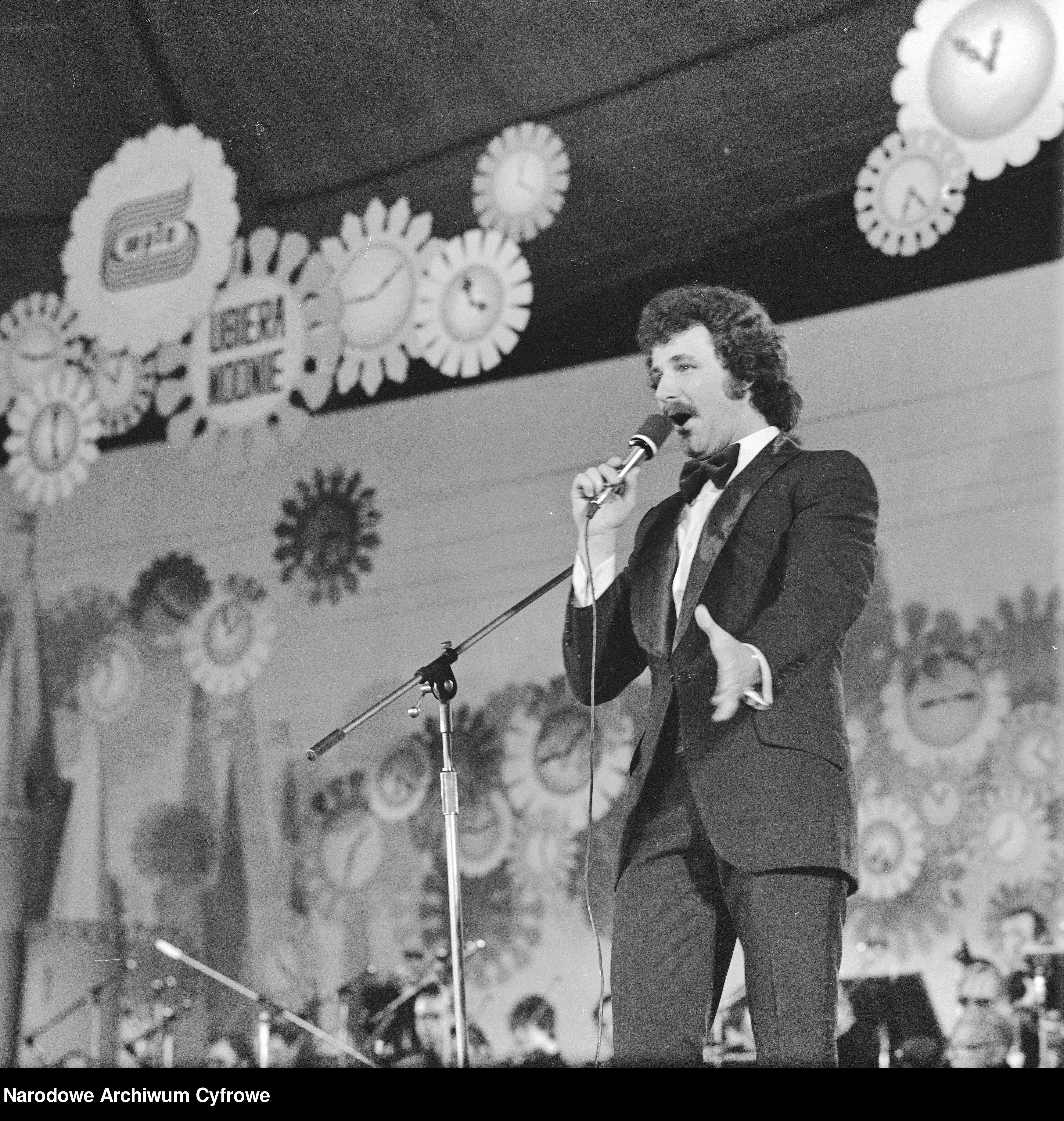
Krzysztof Krawczyk w trakcie występu podczas XII Krajowego Festiwalu Piosenki Polskiej w Opolu (1974)

1. Krzysztof Krawczyk - Nie żałuj róż, kiedy płonie las
2. Grażyna Świtała – Tyle słów, zbędnych słów
3. Elżbieta Wojnowska – Zaproście mnie do stołu
4. Roma Buharowska – Rozmawiam z Tobą
5. Barbara Bronowicka - Przyjdzie do mnie z jaśminiami
6. Michał Bajor – I niby cóż
7. Zofia Borca – Jeszcze dzień, jeszcze dwa
8. Hanna Orsztynowicz - Nie zaczynaj
9. Waldemar Grzech - Walc przed lustrem
10. Jerzy Grunwald & En Face – Jeden znamy świat[1]
11. Halina Żytkowiak
12. Anna Kareńska
13. Andrzej Niemira - Na jednym rymie
14. Paweł Kochankiewicz - Inwokacja do miłości
15. Kazimierz Mazur - Jak szczęście pomnożyć
16. Camerton - Pozwólcie ptakom śpiewać wiosną
17. Ewa Omyłka - Parę lat temu
18. Dorota Żmijewska - Gdybyś jeszcze
19. Wawele
20. Wiesława Kubicka

## KoncertMikrofon dla wszystkich
1. Lidia Stanisławska – Czułość
2. Elżbieta Kuczyńska
3. Grażyna Łobaszewska – A ja wejdę wysoko
4. Anna Redel
5. zespół Labirynt
6. Gdańska Kapela Marynarska
7. Zbigniew Wojciechowski
8. J. Gacko
9. zespół Maskotki
10. zespół Miniatury
11. Gdańska Kapela Podwórkowa – poza konkursem
12. Śląska Kapela Podwórkowa – poza konkursem
13. Halina Makselan
14. zespół Smarkule
15. Warszawska Kapela z Ursusa
16. zespół Arabeska
17. Hanna Sztandarowska

## KoncertPremiery28.06.1974
1. Anna Jantar – Tyle słońca w całym mieście
2. Danuta Rinn – Gdzie ci mężczyźni
3. Andrzej Dąbrowski – Niewczesna miłość
4. Bractwo Kurkowe 1791 – A my majowi
5. Renata Kretówna – Modigliani
6. Grupa I – Radość o poranku
7. 2 plus 1 – W młodości sadźcie drzewa
8. Jerzy Połomski – Dziewczyny takie są
9. Krystyna Prońko – Papierowe ptaki
10. Tropicale Thaitii Granda Banda – Koniec krawiectwa
11. Partita – Nasz codzienny ląd
12. Wojciech Skowroński – Ja to się cieszę byle czym
13. Zofia i Zbigniew Framerowie – Staropolskim obyczajem
14. Karin Stanek – Dyskoteka rock
15. Skaldowie – Słowa do matki
16. SBB – Zostało we mnie
17. Stan Borys – Ikar
18. Maryla Rodowicz – Urodzajny rok
19. Lucyna Owsińska i Jacek Lech – Nad obłoki
20. Andrzej Rosiewicz – Wspomnienia z kołyski
21. No To Co – Modlitwa wieczorna
22. Ptaki i Pro Contra – Nigdy nie jesteś sam
23. Teresa Tutinas – Choćby kamień, choćby kwiat
24. Marek Grechuta – Świat w obłokach
25. Waldemar Kocoń – Te opolskie dziewczyny
26. Bogusław Mec – Czasem pragnę
27. Liliana Urbańska – Kto dogoni wiatr
28. Bogdana Zagórska – Bądź z nami i wśród nas
29. Bogdan Czyżewski – To Anna
30. Elżbieta Jodłowska – Pasożyty
31. Ewa Śnieżanka – Zrozumieją nas tacy jak ty
32. Marianna Wróblewska – Zapomnij się
33. Daniel – Ta chwila przyjdzie znów

## Impreza towarzyszącaPolska poezja śpiewana
1. Czesław Niemen
2. Daniel Olbrychski – Koń na biegunach

## KoncertRock przez cały rok – Musicorama29.06.1974
1. SBB
  - Wizje SBB
  - Figo-fago

## KoncertMikrofon i ekran29.06.1974
1. Anna Jantar – Tyle słońca w całym mieście
2. Piotr Janczerski i Bractwo Kurkowe – A my majowi
3. Grupa I – Radość o poranku
4. Wojciech Skowroński – Ja to się cieszę byle czym
5. Andrzej Dąbrowski – Niewczesna miłość
6. SBB – Zostało we mnie
7. 2 plus 1 – W młodości sadźcie drzewa, Na trzydziestym kilometrze
8. Stan Borys – Ikar
9. Hanna Orsztynowicz – Nie zaczynaj
10. Roman Gerczak – Zabrałaś mi lato (+ bis)
11. Barbara Bronowicka - Przyjdziesz do mnie z jaśminami
12. Zofia i Zbigniew Framerowie – Staropolskim obyczajem
13. Halina Kunicka i Lucjan Kydryński – Ballada o dobrej żonie
14. Krystyna Prońko – Papierowe ptaki
15. Maryla Rodowicz – Urodzajny rok
16. Daniel Olbrychski – Koń na biegunach
17. Waldemar Grzech – Walc przed lustrem
18. Renata Kretówna – Modigliani
19. Jerzy Połomski – Dziewczyny takie są
20. Irena Santor – Nalej mi wina (+ bis)
21. Tropicale Thaitii Granda Banda – Koniec krawiectwa
22. Danuta Rinn – Gdzie ci mężczyźni (+ bis)
23. Elżbieta Wojnowska – Zaproście mnie do stołu

## Nagrody
Nagrody Festiwalu (równorzędne, za interpretację)
- Roman Gerczak – Zabrałaś mi lato
- Elżbieta Wojnowska – Zaproście mnie do stołu
- Waldemar Grzech – Walc przed lustrem
- Roma Buharowska – Rozmawiam z Tobą

Nagroda Wojewody Opolskiego
- Andrzej Dąbrowski – Niewczesna miłość

Nagroda za najlepszą aranżację
- Janusz Koman za Papierowe ptaki w wykonaniu Krystyny Prońko

Nagroda FSZMP
- 2 plus 1 – W młodości sadźcie drzewa

Nagroda Ministra Kultury i Sztuki
- Grupa I – Radość o poranku

Nagroda Przewodniczącego Komitetu ds. Radia i TV
- Elżbieta Wojnowska – Zaproście mnie do stołu

Nagroda prezydenta Opola
- Zofia i Zbigniew Framerowie – Staropolskim obyczajem

Nagroda Towarzystwa Przyjaciół Opola
- Danuta Rinn – Gdzie ci mężczyźni

Nagroda Publiczności
- Anna Jantar – Tyle słońca w całym mieście

Nagroda dziennikarzy
- Elżbieta Jodłowska

Miss Obiektywu
- Danuta Rinn